# Thyonidium hyalinum
Thyonidium hyalinum is een zeekomkommer uit de familie Cucumariidae.
De wetenschappelijke naam van de soort werd in 1841 gepubliceerd door Edward Forbes.